# Старый Сиг
Старый Сиг — деревня в Осташковском городском округе Тверской области.

## География
Находится в западной части Тверской области на расстоянии приблизительно 13 км на юг по прямой от города Осташков на южном берегу озера Сиг.

## История
Деревня была показана ещё на карте 1825 года. В 1859 году здесь (деревня Осташковского уезда) было учтено 16 дворов, в 1941 — 39. До 2017 года входила в Сиговское сельское поселение Осташковского района до их упразднения.

## Население
Численность населения: 122 человека (1859 год), 1 (русские 100 %) 2002 году, 1 в 2010.